# Anastassija Sergejewna Sadoroschnaja

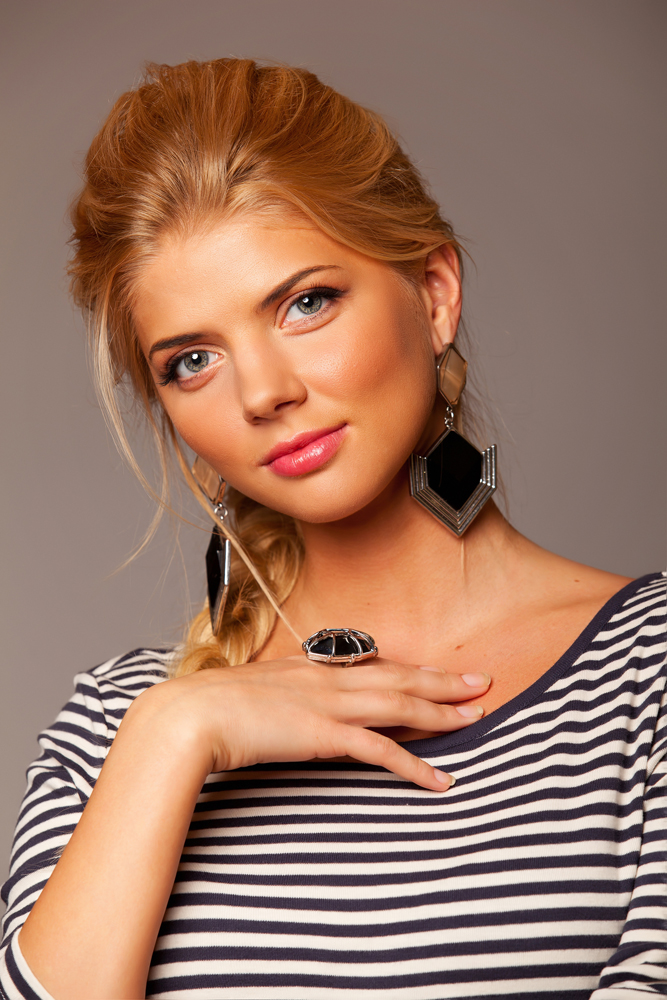
Sadoroschnaja 2012

Anastassija Sergejewna Sadoroschnaja, genannt Stasja oder Nastja (russisch Анастасия Сергеевна Задорожная, Стася; englisch: Anastasia Zadorozhnaya;  * 30. August 1985 in Wytegra, Oblast Wologda) ist eine russische Sängerin, Schauspielerin und ein Fotomodell.

## Leben und Karriere
Sadoroschnajas Vater war ein Armeeangehöriger. 1996 wurde sie Solistin in der Kindermusikgruppe Nepossedy.
Von 1999 bis 2003 spielte sie in der Serie Prostije istiny (Einfache Wahrheiten) die Rolle der Schülerin Anschelika Seliwerstowa.
Ab Sommer 2002 besuchte sie die Schauspiel-Fakultät der Russischen Akademie für Theaterkunst und ab 2006 spielte sie in fünf Episoden der Serie Klub die Rolle der Wasilissa und in der Siebten Episode die Rolle ihrer Gegenspielerin Marussja.
2006 spielte sie außerdem die Rolle der Sweta in der Comedy-Serie Troje swerchu.
Im Dezember 2007 erschien ihr musikalisches Debüt-Album Do 17 i starsche... (Bis 17 und älter...), das vom  Studio Monolit ediert wurde. Auf der CD befinden sich 13 Kompositionen, von denen besonders bekannt wurden: Budu (ich werde), Ljubow/Neljubow (Liebe/Abneigung), Ja bolsche nje chotschu weritj (Ich möchte nicht mehr glauben), Klub. Pustj budjet schou (Die Show beginnt?), Satschem toptatj moju ljubow (Warum soll ich meine Liebe kaputt machen). Das Album erlebte eine Auflage von mehr als 70.000 Exemplaren, erreichte den Status einer Goldenen Platte und wurde ausgezeichnet mit dem Preis Rekord als am meisten verkauftes Debütalbum des Jahres. Die Präsentation des Albums erfolgte im Dezember  2007 im Club INFINITI. Dieser Auftritt wurde als DVD aufgenommen, die den Titel Saigrai! (Spiele!) erhielt.
2008 spielte in der zweiten Staffel der belgischen Menschenhandel-Dramaserie Matrioshki – Mädchenhändler die Rolle der ukrainischen Stripperin und Prostituierten Alyona, sowie in der Kriminalserie Prestuplenije budjet raskryto (Das Verbrechen wird aufgedeckt) des Fernsehkanals NTW. Hier spielte sie die junge Ermittlerin Glafira. Im Herbst 2008 war sie Teilnehmerin der Show Swesdny led (Sterne auf dem Eis) zusammen mit Sergei Gennadjewitsch Slawnow. 2008 wurde auch ihr Kind geboren.
Im Februar 2009 erschien das Album 12 Istorii (12 Geschichten). Auf ihm befinden sich 12 Lieder, die sie mit Musikern wie Ligalize und Batyr Schukenow zusammen aufnahm. Die Präsentation dieses Albums erfolgte am 5. März in der Tuning Hall und erhielt wegen der neuen Choreografie, der Multimedia-Show und vieler bekannter Gäste den Namen Bolsche tschem Konzert (Mehr als ein Konzert). In diesem Jahr erhielt sie auch eine der Hauptrollen im Film Ljubow w bolschom gorode (Liebe in der Großstadt).

## Diskografie

### Alben
- 2007: «До 17 и старше…» Do 17 i starsche... (Bis 17 und älter...)
- 2009: «12 историй» 12 Istorii (12 Geschichten)
- 2024: Ничего нет сильнее любви

### Singles (Auswahl)
- 2007: Буду
- 2015: Условный рефлекс

### Clips
- «Зачем топтать мою любовь» (группа «Смысловые галлюцинации») Satschem toptatj moju ljubow (Warum soll ich meine Liebe kaputt machen) Gruppe Smyslowyje galluzinazii
- «Talk To Me» (группа Smash!!) «Talk To Me» (Gruppe Smash)
- «Буду» Budu  (Ich werde)
- «Буду Black House remix»
- «Любовь/Нелюбовь» Ljubow/Neljubow (Liebe/Abneigung)
- «Пусть будет шоу» (совместно с Dino MC 47) Pustj budjet schou (Die Show beginnt?) zusammen mit Dino MC 47
- «Я больше не хочу верить» Ja bolsche nje chotschu weritj (Ich möchte nicht mehr glauben)
- «Сердце пополам» Cerdze popolam (Das Herz ist zerbrochen)
- «Нет ничего сильнее любви» Net nitschewo silneje ljubwi (Nichts ist stärker als die Liebe)

## Filmografie
- 2000–2003: Простые истины Prostije istiny (Einfache Wahrheiten)
- 2001: Одинокая девушка под фонарем Odinokaja dewuschka pod Fonarjom (Einsames Mädchen unter der Laterne)
- 2004: Холостяки Cholostjaki (Junggesellen)
- 2005: Мама не горюй 2 Mama nje gorjui 2 (Mama sei nicht traurig 2)
- 2005: Вызов Wysow (Die Herausforderung?)
- 2005: Ой мороз, мороз Oi moros, moros (O Kälte, Kälte)
- 2005: Лебединый рай Lebediny raj (Schwanenparadies)
- 2006: Никто не знает про секс Nikto nje snajet pro seks (Niemand weiß etwas über Sex)
- 2006: Трое сверху Troje swerchu (Drei nach oben?)
- 2006–2009: Клуб Klub
- 2008: Matroesjka's (Matrioshki – Mädchenhändler)
- 2008: Преступление будет раскрыто Prestuplenije budjet raskryto (Das Verbrechen wird aufgedeckt)
- 2009: Преступление будет раскрыто 2 Prestuplenije budjet raskryto 2 (Das Verbrechen wird aufgedeckt 2)
- 2009: Любовь в большом городе – Алиса Ljubow w bolschom gorode (Liebe in der Großstadt) – Alisa
- 2010: Любовь в большом городе 2 Ljubow w bolschom gorode 2 (Liebe in der Großstadt 2)